# Independent Spirit Awards 2025
La cerimonia di premiazione della 40ª edizione degli Independent Spirit Awards si terrà il 22 febbraio 2025 a Santa Monica, in California.
Le candidature sono state annunciate il 4 dicembre 2024.

## Vincitori e candidati
I vincitori sono indicati in grassetto, a seguire gli altri candidati in ordine alfabetico.

### Cinema

#### Miglior film
- Anora, regia di Sean Baker
- Nickel Boys, regia di RaMell Ross
- Sing Sing, regia di Greg Kwedar
- Ho visto la TV brillare (I Saw the TV Glow), regia di Jane Schoenbrun
- The Substance, regia di Coralie Fargeat

#### Miglior film d'esordio
- Dìdi, regia di Sean Wang
- In the Summers, regia di Alessandra Lacorazza Samudio
- Janet Planet, regia di Annie Baker
- The Piano Lesson, regia di Malcolm Washington
- Problemista, regia di Julio Torres

#### Miglior regista
- Ali Abbasi – The Apprentice - Alle origini di Trump (The Apprentice)
- Sean Baker – Anora
- Brady Corbet – The Brutalist
- Alonso Ruizpalacios – La cocina
- Jane Schoenbrun – Ho visto la TV brillare (I Saw the TV Glow)

#### Miglior interpretazione protagonista
- Amy Adams – Nightbitch
- Ryan Destiny – The Fire Inside
- Colman Domingo – Sing Sing
- Keith Kupferer – Ghostlight
- Mikey Madison – Anora
- Demi Moore – The Substance
- Hunter Schafer – Cuckoo
- Justice Smith – Ho visto la TV brillare (I Saw the TV Glow)
- June Squibb – Thelma
- Sebastian Stan – The Apprentice - Alle origini di Trump (The Apprentice)

#### Miglior interpretazione non protagonista
- Jurij Borisov – Anora
- Joan Chen – Dìdi
- Kieran Culkin – A Real Pain
- Danielle Deadwyler – The Piano Lesson
- Carol Kane – Tra un tempio e l’altro (Between the Temples)
- Karren Karagulian – Anora
- Kani Kusruti – Girls Will Be Girls
- Brigette Lundy-Paine – Ho visto la TV brillare (I Saw the TV Glow)
- Clarence Maclin – Sing Sing
- Adam Pearson – A Different Man

#### Miglior interpretazione d'esordio
- Isaac Krasner – Big Boys
- Katy O'Brian – Love Lies Bleeding
- Mason Alexander Park – National Anthem
- René Pérez Joglar – In the Summers
- Maisy Stella – My Old Ass

#### Miglior sceneggiatura
- Scott Beck e Bryan Woods – Heretic
- Jesse Eisenberg – A Real Pain
- Megan Park – My Old Ass
- Aaron Schimberg – A Different Man
- Jane Schoenbrun – Ho visto la TV brillare (I Saw the TV Glow)

#### Miglior sceneggiatura d'esordio
- Joanna Arnow – The Feeling That the Time for Doing Something Has Passed
- Annie Baker – Janet Planet
- India Donaldson – Good One
- Julio Torres – Problemista
- Sean Wang – Dìdi

#### Miglior fotografia
- Đinh Duy Hưng – Inside the Yellow Cocoon Shell (Bên trong vỏ kén vàng)
- Jomo Fray – Nickel Boys
- Maria von Hausswolff – Janet Planet
- Juan Pablo Ramírez – La cocina
- Rina Yang – The Fire Inside

#### Miglior montaggio
- Laura Colwell e Vanara Taing – Jazzy
- Olivier Bugge Coutté e Olivia Neergaard-Holm – The Apprentice - Alle origini di Trump (The Apprentice)
- Anne McCabe – Nightbitch
- Hansjörg Weißbrich – September 5
- Arielle Zakowski – Dìdi

#### Miglior documentario
- Gaucho Gaucho, regia di Michael Dweck e Gregory Kershaw
- Hummingbirds, regia di Silvia Del Carmen Castaños e Estefanía "Beba" Contreras
- No Other Land, regia di Basel Adra, Yuval Abraham, Rachel Szor e Hamdan Ballal
- Patrice: The Movie, regia di Ted Passon
- Soundtrack to a Coup d'Etat, regia di Johan Grimonprez

#### Miglior film internazionale
- All We Imagine As Light - Amore a Mumbai (All We Imagine as Light), regia di Payal Kapadiya (Paesi Bassi/Lussemburgo/Francia/India)
- Flow - Un mondo da salvare (Straume), regia di Gints Zilbalodis (Lettonia/Francia/Belgio)
- Green Border (Zielona granica), regia di Agnieszka Holland (Polonia/Francia/Repubblica Ceca/Belgio)
- Hard Truths, regia di Mike Leigh (Regno Unito)
- Black Dog (狗阵), regia di Guan Hu (Cina)

### Speciali

#### Premio Robert Altman
- His Three Daughters – Regia: Azazel Jacobs; Direttore del casting: Nicole Arbusto; Cast: Jovan Adepo, Jasmine Bracey, Carrie Coon, Jose Febus, Rudy Galvan, Natasha Lyonne, Elizabeth Olsen, Randy Ramos Jr. e Jay O. Sanders

#### Premio John Cassavetes
- Big Boys, regia di Corey Sherman
- Ghostlight, regia di Kelly O'Sullivan e Alex Thompson
- Girls Will Be Girls – Shuchi Talati
- Jazzy, regia di Morrisa Maltz
- The People's Joker, regia di Vera Drew

#### Producers Awards
- Alex Coco
- Sarah Winshall
- Zoë Worth

#### Someone to Watch Award
- Nicholas Colia – Griffin in Summer
- Sarah Friedland – Familiar Touch
- Phạm Thiên Ân –  Inside the Yellow Cocoon Shell (Bên trong vỏ kén vàng)

#### Truer than Fiction Award
- Julian Brave NoiseCat e Emily Kassie – Sugarcane
- Carla Gutiérrez – Frida
- Rachel Elizabeth Seed – A Photographic Memory